# Беноа Пулворд
Беноа̀ Пулво̀рд (на френски: Benoît Poelvoorde) е белгийски актьор. 

## Биография
Той е роден на 22 септември 1964 година в Намюр в работническо семейство. Учи приложни изкуства, а след това графичен дизайн в Училището за графични изследвания в Иксел, където се сближава с Реми Белво и Андре Бонзел, с които по-късно работи. През 1988 година тримата снимат късометражен филм, а през 1992 година черната комедия „Това се случи близо до вас“ („C'est arrivé près de chez vous“). През следващите години Пулворд се налага като един от водещите комедийни актьори в Белгия.

## Избрана филмография
| година | филм                          | оригинално заглавие            | роля     | режисьор                        | бележки |
| ------ | ----------------------------- | ------------------------------ | -------- | ------------------------------- | ------- |
| 1992   | Това се случи близо до вас    | C'est arrivé près de chez vous | Бен      | екип                            |         |
| 2008   | Астерикс на Олимпийските игри | Astérix aux Jeux olympiques    | Брут     | Фредерик Форестие, Тома Лангман |         |
| 2015   | Съвсем Нов завет              | Le Tout Nouveau Testament      | Яхве Бог | Жако Ван Дормал                 |         |